# Metzontla
Metzontla är en ort i Mexiko.   Den ligger i kommunen Zoquitlán och delstaten Puebla, i den sydöstra delen av landet, 260 km sydost om huvudstaden Mexico City. Metzontla ligger 932 meter över havet och antalet invånare är 103.
Terrängen runt Metzontla är bergig åt sydost, men åt nordväst är den kuperad. Metzontla ligger nere i en dal. Runt Metzontla är det ganska tätbefolkat, med 96 invånare per kvadratkilometer. Närmaste större samhälle är Tecpantzacoalco, 18,0 km nordväst om Metzontla. I omgivningarna runt Metzontla växer i huvudsak städsegrön lövskog.